# 埃尔茜·温兹
埃尔茜·温兹（英語：Elsie Windes，1985年6月17日—），美国女子水球运动员。她曾代表美国国家队参加2008年和2012年夏季奥林匹克运动会水球比赛，获得一枚金牌和一枚银牌。